# Baron Beaverbrook
Baronowie Beaverbrook 1. kreacji (parostwo Zjednoczonego Królestwa)
- 1917–1964: William Maxwell Aitken, 1. baron Beaverbrook
- 1964–1964: John William Maxwell Aitken, 2. baron Beaverbrook
- 1985 –: Maxwell William Humphrey Aitken, 3. baron Beaverbrook